# Erythrolamprus carajasensis
Erythrolamprus carajasensis — вид змій родини полозових (Colubridae). Ендемік Бразилії.

## Поширення і екологія
Erythrolamprus carajasensis мешкають в горах Карахас в штаті Пара. Вони живуть на кам'янистих луках кампос-рупестрес, трапляються поблизу ефемерних озер. Живляться амфібіями.